# چارلز جیمز ناپیر
چارلز جیمز ناپیر (انگلیسی: Charles James Napier; ۱۰ اوت ۱۷۸۲ – ۲۹ اوت ۱۸۵۳) سیاست‌مدار اهل پادشاهی متحد بریتانیای کبیر و ایرلند بود.